# Nomisia australis
Nomisia australis är en spindelart som beskrevs av Raymond Comte de Dalmas 1921. Nomisia australis ingår i släktet Nomisia och familjen plattbuksspindlar. Inga underarter finns listade i Catalogue of Life.